# 사이버 가정학습
사이버 가정학습(Cyber Home Learning System)은 대한민국에서 공교육 내실화, 사교육비 경감, 지역․계층간 교육 격차 해소를 목적으로 2004년에 시범사업으로 시작하여 현재까지 추진되고 있는 초․중등 교육의 대표적인 이러닝 체제이다
사이버가정학습은 교육과학기술부가 기본계획 수립 및 총괄 조정 등을 수행하고, 사이버가정학습 중앙센터인 한국교육학술정보원이 기초 연구 및 표준 지침 제공과 콘텐츠 및 시스템 운영 지원 등을 실시하며, 16개 시ㆍ도 교육청의 교육정보원이나 교육과학연구원 등에서 시스템 및 서비스를 운영하고 있다.
사이버 가정학습은 학습자가 가정이나 학교외 장소에서 인터넷을 활용하여 자신의 수준에 맞추어 스스로 학교수업을 보충할 수 있도록 지원하는 인터넷 기반의 학습을 의미한다. 초∙중등학교에서의 대표적인 e-러닝 형태이며, 학생들은 온라인으로 제공되는 맞춤형∙수준별 자율학습 콘텐츠를 사이버 교사를 통해 체계적인 학습관리를 지원받을 수 있다.

## 같이 보기
- 에듀넷
- 사이버 교사

## 참고 자료
- http://cyber.edunet4u.net/sub.jsp?code=01_02%5B깨진+링크(과거+내용+찾기)%5D
- http://cyber.edunet4u.net/sub.jsp?code=01_04%5B깨진+링크(과거+내용+찾기)%5D